# 鷲尾義久
鷲尾 義久（わしお よしひさ、生年不詳 - 文治5年閏4月30日（1189年5月17日）?）は、平安時代末期の武士。源義経の郎党。通称は三郎。諱は経春とも伝わる。
『平家物語』の「老馬」の段に登場する（覚一本）。元は播磨山中にて猟師をしていたという。寿永3年（1184年）、三草山の戦いで平資盛軍を破った義経軍は、山中を更に進軍していくにあたって、土地鑑のある者としてこの義久を召し出し、道案内役として使ったという。義経一行が鵯越にたどりつき、一ノ谷の戦いにおいて大勝を収めることができたのは、彼のこの働きによるところが大きく、「義久」という名はその褒賞として義経が自らの一字を与えてつけたものだと言われている。
以降、忠実な義経の郎党として付き従い、最後は衣川館にて主君と命運をともにしたという。
なお、義久の存在が書かれているのは『平家物語』のみであり、同時代の史料や鎌倉幕府編纂の史書『吾妻鏡』などには見られない。

## 関連作品
テレビドラマ
- 『源義経』（1966年、NHK大河ドラマ、演：中村豊）
- 『武蔵坊弁慶』（1986年、NHK新大型時代劇、演：狭間鉄）
- 『義経』（2005年、NHK大河ドラマ、演：長谷川朝晴）